# Studien zur Vergleichenden Morphologie und Phylogenetischen Systematik der Laubmoose
Studien zur Vergleichenden Morphologie und Phylogenetischen Systematik der Laubmoose (abreviado Stud. Morph. Syst. Laubm.) es un libro con ilustraciones y descripciones botánicas que fue escrito por el relojero y briólogo aficionado alemán Leopold Loeske y publicado Berlín en el año 1910.